# ماتو نرتیاک
ماتو نرتیاک (کرواتی: Mato Neretljak؛ زادهٔ ۳ ژوئن ۱۹۷۹) بازیکن سابق و مربی فوتبال اهل کرواسی است.
از باشگاه‌هایی که در آن بازی کرده‌است می‌توان به باشگاه فوتبال رییکا، باشگاه فوتبال سوون سامسونگ، باشگاه فوتبال اوسیک، باشگاه فوتبال هایدوک اسپلیت، باشگاه فوتبال سوون سامسونگ و باشگاه فوتبال هایدوک اسپلیت اشاره کرد.